# Nio serenader

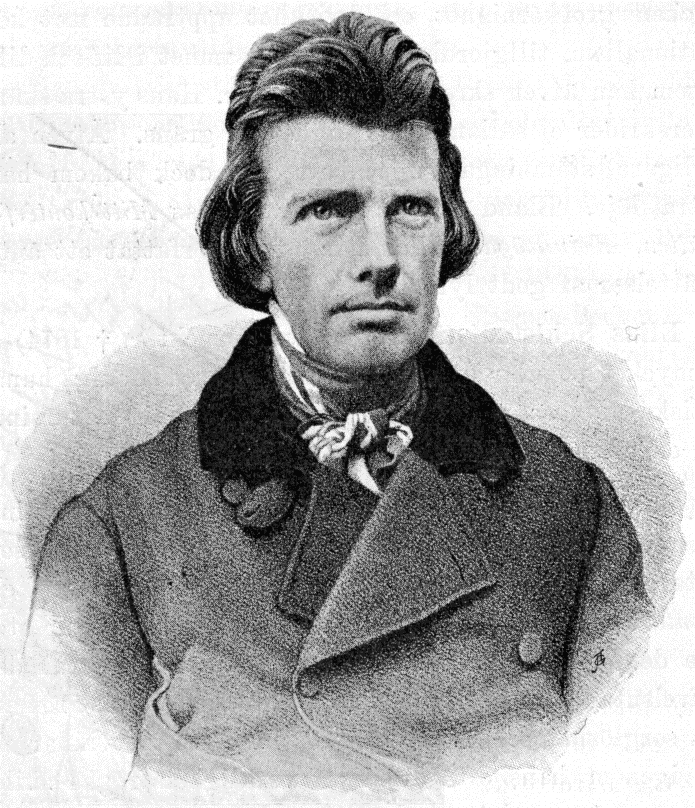
Gunnar Wennerberg, litografi cirka 1850.

Nio serenader, titel: Nio tre-stämmiga serenader för tenor, baryton och bas, utgavs av Gunnar Wennerberg år 1852. 
Serenaderna är komponerade under åren 1845–1850, och ytterligare fem serenader av samma typ utgavs av honom år 1875.
De är grovt ordnade enligt serenadtraditionen för manskör, med en väcksång i början och en god natt-sång som avslutning.

## Bakgrund
Från våren 1846 skrev Gunnar Wennerberg trestämmiga serenader som han själv, Otto Beronius och Daniel Hwasser sjöng för Hedda Cronstedt, hans blivande hustru.

## Innehåll
1. Ack säg mig, var är du?
2. Vakna opp!
3. Darrande ton
4. Tindrande stjärna
5. Minns du den gången?
6. Far då väl
7. O, se ej så
8. Klagande sång
9. God natt, god natt! min levnads klara stjärna

## Fem serenader
Den serenadsamling som utgavs av Wennerberg år 1875, Fem tre-stämmiga serenader, är en direkt fortsättning på Nio serenader i form och stil. Samlingen innehåller följande serenader:
1. Dig jag sjunger
2. Fordom i nattliga stunder
3. O, hur kvällens stjärnor skrida
4. God natt, god natt! må goda änglar fara
5. Slutgodnatt